# Hohenlockstedt
Hohenlockstedt är en kommun och ort i Kreis Steinburg i förbundslandet Schleswig-Holstein i Tyskland.
Kommunen ingår i kommunalförbundet Amt Kellinghusen tillsammans med ytterligare 24 kommuner.
Den finska Jägarrörelsen utbildades under första världskriget i Hohenlockstedt.
Orten hette Lockstedter Lager fram till 1956.